# Джаггері
Джа́ґґері — нерафінований брикетований цукор (найчастіше тростинний, але в деяких випадках і пальмовий), поширений на території Південної Азії, в першу чергу в Індії та суміжних країнах (Шрі-Ланка, Непал, Пакистан, Бангладеш, Афганістан та інші). Колір джаггері може варіюватися від золотисто-коричневого до темно-коричневого. 
Джаггері містить до 50% сахарози, до 20% інвертного цукру і до 20% води,  решта складають інші нерозчинні речовини, такі, як фрагменти очеретяних волокон (багаси). 
Найближчим аналогом індійського джаггері є латиноамериканська панела, яка відрізняється від нього тільки регіоном походження, а також тим, що буває тільки очеретяною.

## Етимологія
Слово «jaggery» запозичене в англійську мову з португальської (певно, тому, що португальці потрапили до Індії раніше англійців), а в кінцевому підсумку складним чином перегукується з санскритським रर्रा (sharkara), від якого походить і українське слово «цукор».

## Загальна інформація
Індія традиційно є одним з найбільших в світі виробників та споживачів тростинного цукру. При цьому значна частина всього виробленого цукру споживається тут у вигляді джаггері. Однак під цим терміном можна розуміти і пальмовий цукор, який продається у вигляді таких самих брикетів, які отримують із соку кількох різновидів пальми (винна пальма, кокосова пальма, нипа, фінікова пальма тощо). У випадку з пальмовим цукром, отриманий сік уварюється у великих, неглибоких, круглодонних посудинах, перетворюючись спочатку в сироп, а потім, і, власне, в цукор. Не сильно відрізняється цей процес і у випадку з тростинним цукром.

## Традиційне виробництво тростинного джаггері

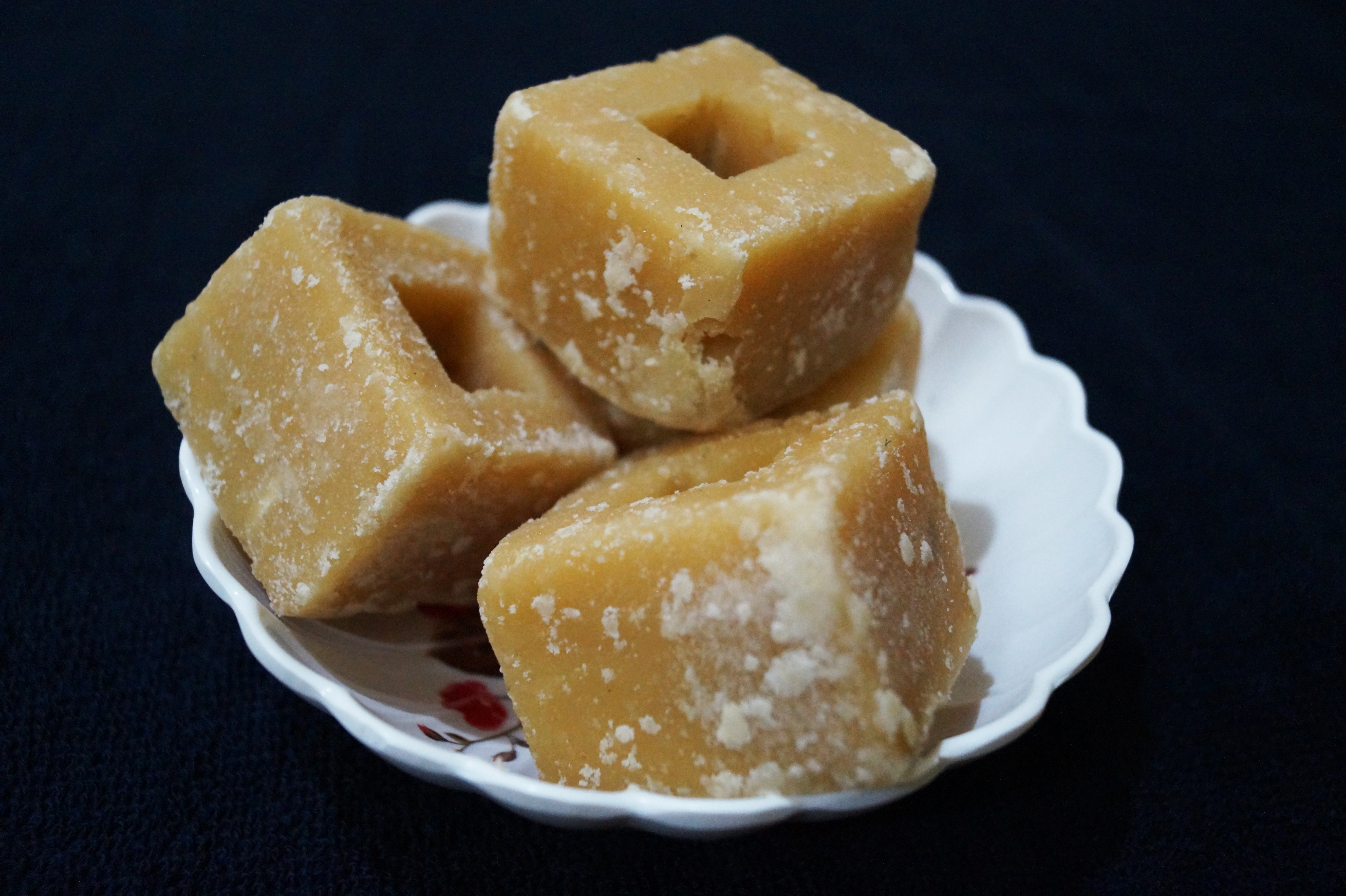
Джаггері в брикетах кубічної форми.

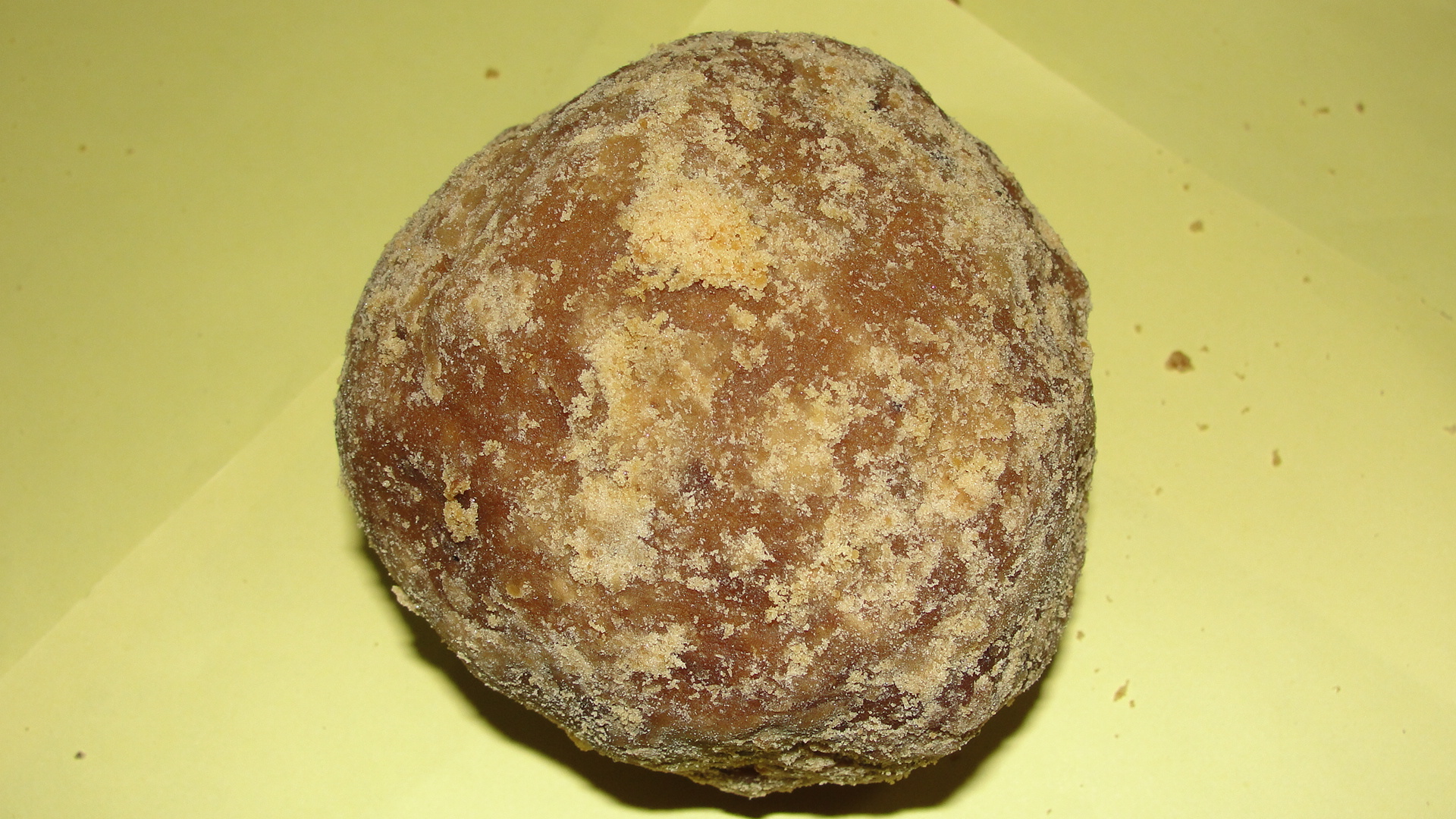
Джаггері. Кулястий брикет.

Історично селяни, зайняті вирощуванням цукрового очерету, використовували дробарки, які приводилися в рух биками, але все сучасні дробарки мають механічний привід. Ці дробарки розміщуються поблизу від очеретяних полів. Нарізаний і очищений цукровий очерет подрібнюють, а витягнутий сік тростини збирають у велику посудину. Деяка кількість соку переноситься в меншу посудину для нагріву на печі.
Посудина нагрівається близько години. Висушене волокно подрібненого цукрового очерету традиційно використовується як паливо для печі, на якій кип'ятиться сік. При кип'ятінні соку в нього додають гашене вапно, щоб всі дрібні волокнисті частинки спливали наверх у вигляді свого роду піни, яку знімають. Нарешті, сік густіє. Отримана густа рідина (сироп) становить близько третини початкового об'єму вихідної рідини.
Колір сиропу золотистий. Його й далі підігрівають, безперервно помішують і піднімають лопаткою, щоб спостерігати, утворює він нитки чи скапує при падінні. Якщо рідина утворює багато ниток, то джаггері готовий. Його виливають в неглибоку плоскодонну каструлю великого розміру для охолодження та подальшого застигання. Після застигання джаггері стає відносно м'якою твердою речовиною, брикетам якої надають необхідну форму. Про якість тростинного джаггері судять по його кольору: темно-коричневий колір означає, що в джаггері більше домішок, тоді як золотисто-жовтий колір означає, що джаггері відносно чистий. Через це менш якісний джаггері іноді підфарбовують, щоб імітувати золотистий відтінок. Втім, необхідно мати на увазі, що пальмовий джаггері, отриманий із соку різних пальм, має свої відмінності за кольором.

## Використання

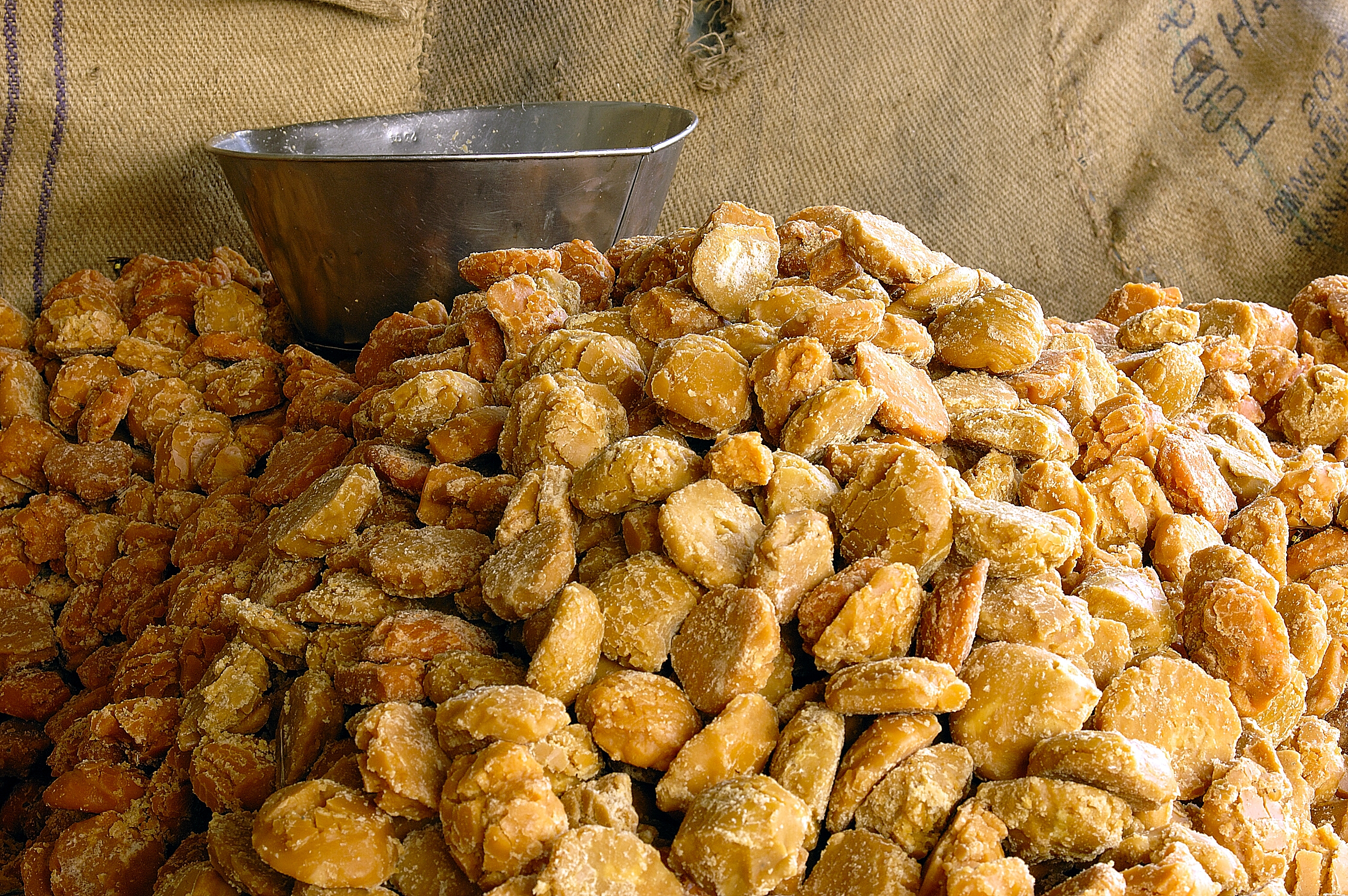
Джаггер в штаті Пенджаб, Індія.

Джаггер використовується які інгредієнт в багатьох солодких і солоних стравах в кухнях  Індії, Бангладеш, Непал а,  Шрі-Ланки, Афганістану, Іран а, Пакистану і  М'янми. Крім використання в продуктах і безалкогольних напоях, джаґґер може бути використаний і при створенні алкогольних напоїв, таких, як пальмове вино.

### Індія

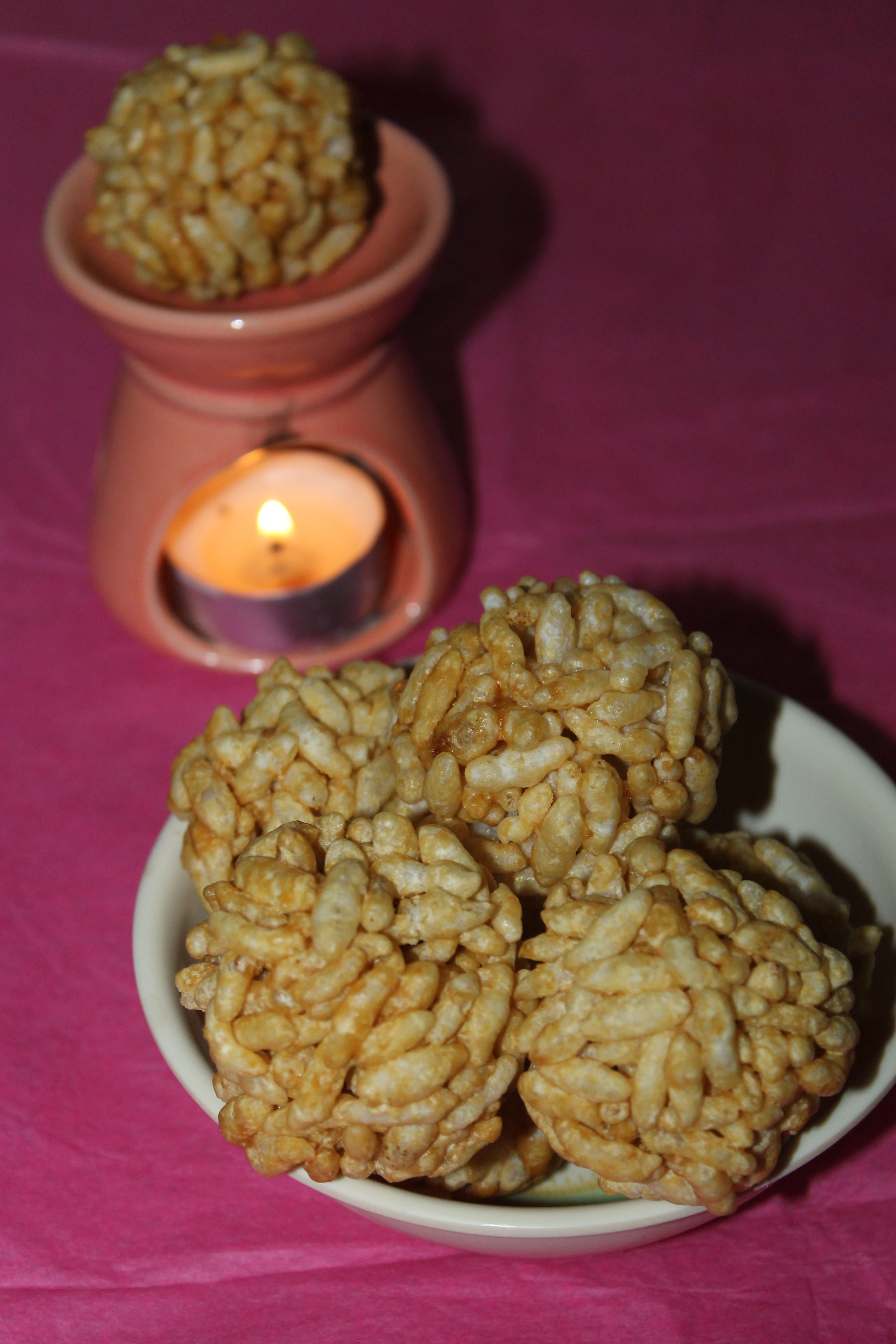
Індійський десерт з джаггері і повітряного рису.

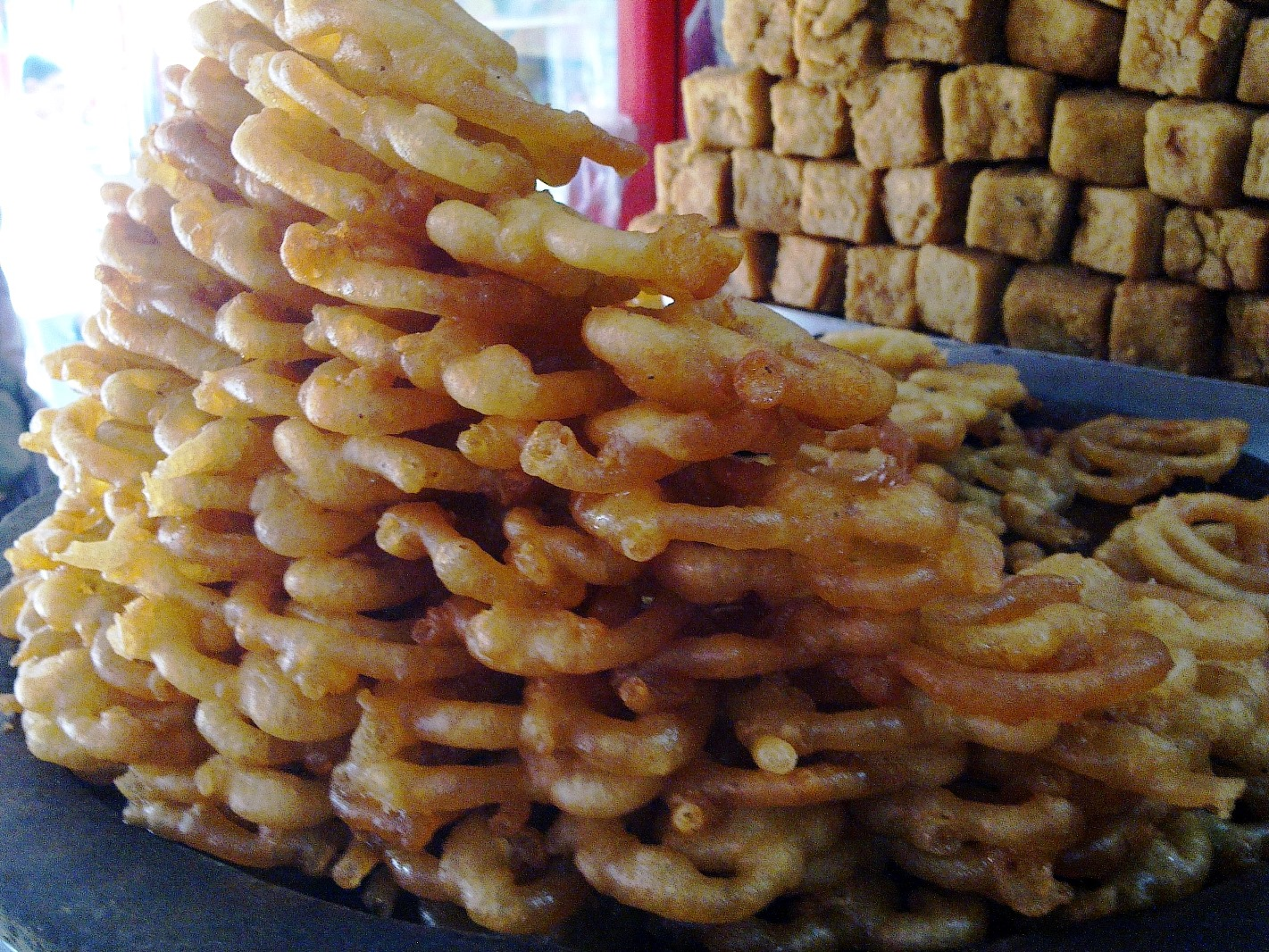
Джалебі (попереду) і брикети Джаггері на базарі в Госабі, Індія.

В Індії джаггері носить назви: «гур» на гінді (गुड़) та урду (گڑھ), «гул» (गुळ) на маратхі, «беллам» ( బెల్లం) на телугу, «белла» (ಬೆಲ್ಲ) мовою каннада, та ряд інших. Індійський штат Махараштра в Індії є, за деякими даними, найбільшим виробником та споживачем джаггері, проте в цілому він поширений практично по всій Індії.
В Індії джаггері використовують не тільки для приготування десертів і солодких страв, а й повсюдно додають в гострі страви, щоб пом'якшити їх смак та зіграти на контрасті гострого і солодкого. Фактично, подрібнений джаггері може служити компонентом чи не кожної страви індійської кухні, починаючи з супів, таких як сочевичний дал, продовжуючи соусами на кшталт самбара, другими стравами, напоями, і закінчуючи десертами, такими, як ладду. Хоча зазвичай джаггері використовують в подрібненому вигляді, він також може вживатися вприкуску, як самостійний смаколик. В цілому, джаггері розглядається як традиційний і відносно недорогий напівпродукт, який охоче вживають найширші або традиційно орієнтовані шари індійського суспільства, тоді як середній клас великих міст віддає перевагу «модному» рафінованому цукру.
Меляса, побічний продукт виробництва джаггері, використовується в сільських районах багатьох індійських індійських штатів як  підсолоджувач. Вона містить багато мінералів, які не містяться в звичайному цукрі, і вважається корисною для здоров'я в традиційній аюрведичній медицині (наукова медицина цю точку зору не поділяє).
З джаггері в Індії пов'язаний ряд традицій та повір'їв. Так, в сільських районах штатів Махараштра і Карнатака людині, що повертається додому з роботи під спекотним сонцем, дають воду і шматок джаггері. У штаті Гуджарат під час заручин, дрібні частинки джаггері змішують з насінням коріандру, тому в багатьох гуджаратських громадах заручини відомі під метонімом гол-дхана (ગોળ-ધાણા), буквально «цукрове і коріандрове насіння». У штаті Тамілнад на півдні країни джаггері додають в солодкий напій пайсам, який використовується як підношення богам Індуїзму. Аналогічно, в штаті Андхра-Прадеш ритуальний напій, що містить джаггері, служить підношенням богу Рамі на святі Рама Навамі.

### Шрі-Ланка
На Шрі-Ланці, джаггері, як правило, робиться з соку пальми kithul (винна пальма), або кокосової пальми. Відповідні назви сингальською мовою: «кітул хакуру» (කිතුල් හකුරු) і «пол хакуру» (පොල් හකුරු). Джаггері з сиропу пальмірської пальми поширений в північній частині країни; його називають «Пальміра джаггері» або «тал хакуру» (තල් හකුරු). Тростинний джаггері на Шрі-Ланці цінується нижче пальмового.

### М'янма

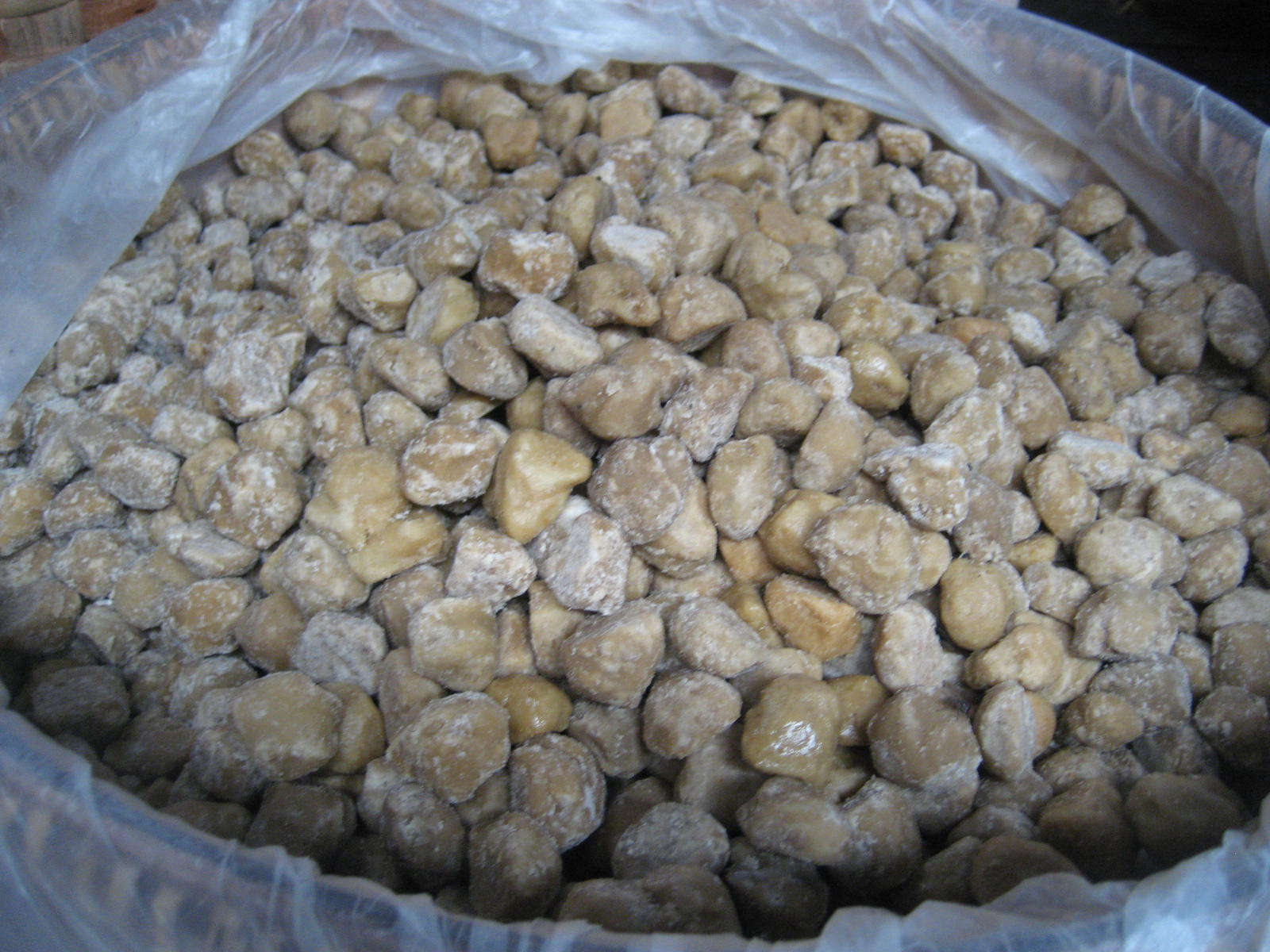
м'янманський джаггері на ярмарку в Мандалаї.

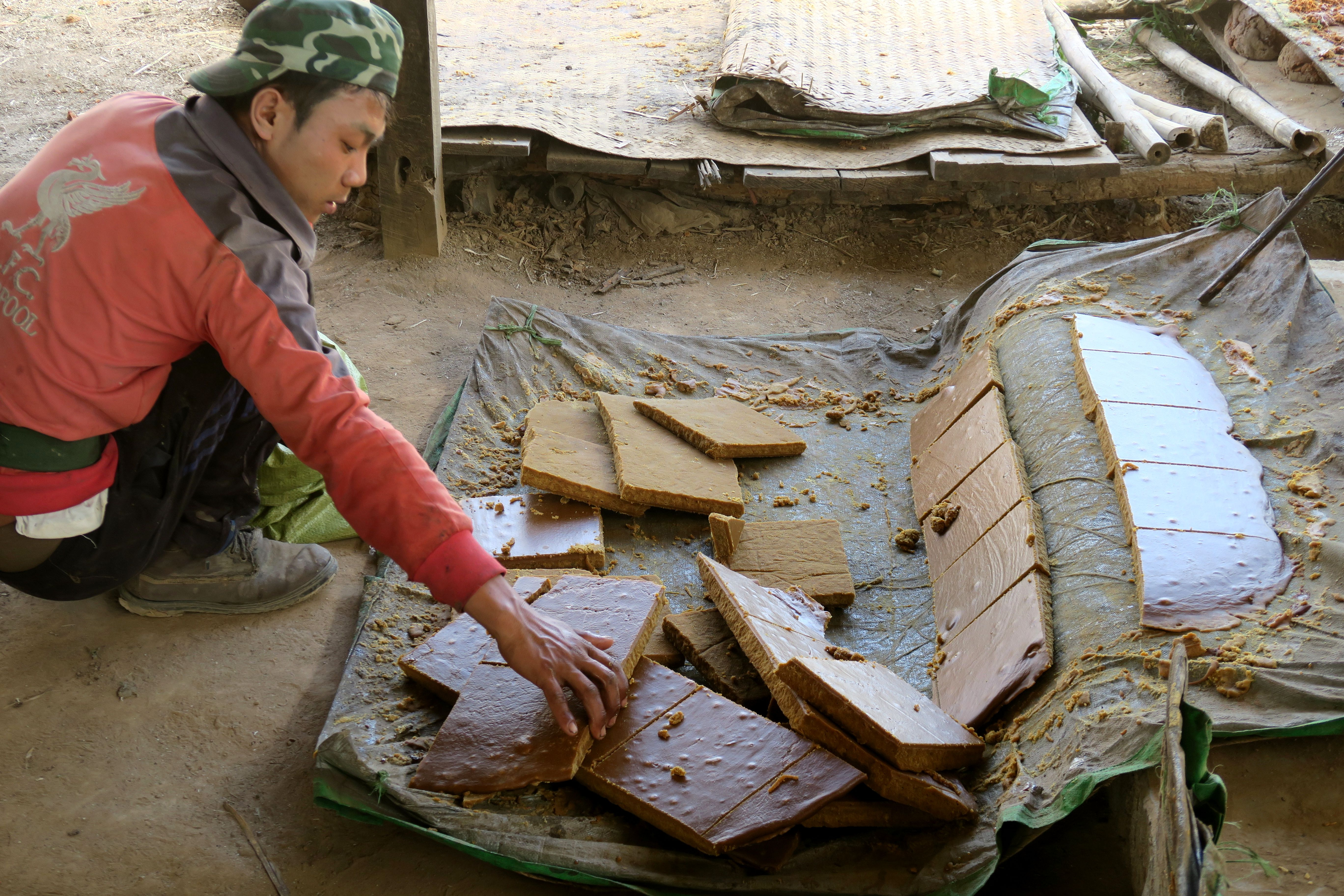
Очеретяний джаггері. М'янма.

У М'янмі використовується переважно пальмовий джаггері. Для його отримання напівпрозорий білий сироп кип'ятять до золотисто-коричневого кольору, а потім формують в невеликі брикети. Ці брикети зазвичай вживаються в другій половині дня вприкуску із зеленим чаєм.

### Нехарчове використання
Крім харчового використання, джаггері може використовуватися як барвник при традиційному фарбуванні тканин. Також його нерідко кладуть в кальяни в сільських районах Пакистану та Індії.